# Ondřej Pavelec
Ondřej Pavelec (né le 31 août 1987 à Kladno en Tchécoslovaquie aujourd'hui ville de République tchèque) est un gardien de but professionnel de hockey sur glace.

## Carrière

### Carrière junior
Il commence sa carrière en jouant en 2003-04 pour le HC Kladno, club de sa ville natale qui évolue dans la première division de 18 ans ou moins. La saison suivante, toujours avec Kladno, il joue dans la première division des moins de 20 ans et joue également un match de la 1.liga tchèque, la seconde division sénior, pour l'équipe du HK Lev Slaný. Il a une moyenne de buts encaissés de 2,22 et 2,30 buts par match au cours de ces deux saisons.
Au cours de la séance de repêchage d'entrée dans la Ligue nationale de hockey de 2005, il est choisi par les Thrashers d'Atlanta en tant que 41e joueur (seconde ronde). Il est également choisi pour jouer avec les Screaming Eagles du Cap-Breton de la Ligue de hockey junior majeur du Québec et à l'issue de sa première saison, il remporte de nombreux trophées dans la LHJMQ : la Coupe RDS de la meilleure recrue tous postes confondus et le trophée Raymond-Lagacé de la meilleure recrue défensive. Avec 2,51 buts encaissés par match, il remporte également le trophée Jacques-Plante pour le gardien de but avec la meilleure moyenne. Il est également sélectionné dans l'équipe type des recrues et dans celle de la saison, tous joueurs confondus.
Au cours de sa seconde saison dans la LHJMQ, il obtient encore une très faible moyenne de buts encaissés (2,52) et remporte à nouveau le trophée Jacques-Plante et la sélection dans la première équipe type de la saison.

### Carrière professionnelle
En 2007, il signe son premier contrat professionnel avec les Thrashers même s'il est affecté aux Wolves de Chicago de la Ligue américaine de hockey. Après deux matchs joués avec Chicago et alors que les Thrashers connaissent un mauvais début de saison, Kari Lehtonen est mis sur la liste des joueurs blessés et Pavelec est appelé aux côtés de Johan Hedberg. Il s'est effondré le 8 octobre 2010 sur la patinoire à 2:25 de la première période. Il est conscient à l’hôpital et souffre d'une commotion cérébrale.

### Carrière internationale
En 2005, il joue pour l'équipe de République tchèque, catégorie 18 ans ou moins, qui finit à la quatrième place. Il joue également au Championnat du monde junior de hockey sur glace 2007, où l'équipe de République tchèque se classe cinquième.

## Statistiques
Pour les significations des abréviations, voir Statistiques du hockey sur glace.

### Statistiques en club
| Saison     | Équipe                         | Ligue      |     | Saison régulière | Saison régulière | Saison régulière | Saison régulière | Saison régulière | Saison régulière | Saison régulière | Saison régulière | Saison régulière | Saison régulière |    | Séries éliminatoires | Séries éliminatoires | Séries éliminatoires | Séries éliminatoires | Séries éliminatoires | Séries éliminatoires | Séries éliminatoires | Séries éliminatoires | Séries éliminatoires |
| Saison     | Équipe                         | Ligue      | PJ  | V                | D                | Pr/N             | Min              | BC               | Moy              | % Arr            | Bl               | Pun              | PJ               | V  | D                    | Min                  | BC                   | Moy                  | % Arr                | Bl                   | Pun                  |                      |                      |
| 2005-2006  | Screaming Eagles du Cap-Breton | LHJMQ      | 47  | 27               | 18               | 0                | 2 578            | 108              | 2,51             | 92,9             | 3                | 2                | 9                | 4  | 5                    | 507                  | 19                   | 2,25                 | 92,6                 | 0                    | 2                    |                      |                      |
| 2006-2007  | Screaming Eagles du Cap-Breton | LHJMQ      | 43  | 28               | 11               | 0                | 2 335            | 98               | 2,52             | 90,8             | 1                | 0                | 16               | 11 | 5                    | 970                  | 37                   | 2,29                 | 92,0                 | 2                    | 0                    |                      |                      |
| 2007-2008  | Thrashers d'Atlanta            | LNH        | 7   | 3                | 3                | 0                | 347              | 18               | 3,11             | 90,5             | 0                | 0                | -                | -  | -                    | -                    | -                    | -                    | -                    | -                    | -                    |                      |                      |
| 2007-2008  | Wolves de Chicago              | LAH        | 52  | 33               | 16               | 3                | 3 033            | 140              | 2,77             | 91,1             | 2                | 2                | 24               | 16 | 8                    | -                    | 56                   | 2,34                 | 92,1                 | 2                    | 0                    |                      |                      |
| 2008-2009  | Thrashers d'Atlanta            | LNH        | 12  | 3                | 7                | 0                | 599              | 36               | 3,61             | 88,0             | 0                | 0                | -                | -  | -                    | -                    | -                    | -                    | -                    | -                    | -                    |                      |                      |
| 2008-2009  | Wolves de Chicago              | LAH        | 40  | 18               | 20               | 2                | 2 417            | 104              | 2,58             | 91,0             | 3                | 4                | -                | -  | -                    | -                    | -                    | -                    | -                    | -                    | -                    |                      |                      |
| 2009-2010  | Thrashers d'Atlanta            | LNH        | 42  | 14               | 18               | 7                | 2 317            | 127              | 3,29             | 90,6             | 2                | 0                | -                | -  | -                    | -                    | -                    | -                    | -                    | -                    | -                    |                      |                      |
| 2010-2011  | Thrashers d'Atlanta            | LNH        | 58  | 21               | 23               | 9                | 3 225            | 147              | 2,73             | 91,4             | 4                | 4                | -                | -  | -                    | -                    | -                    | -                    | -                    | -                    | -                    |                      |                      |
| 2010-2011  | Wolves de Chicago              | LAH        | 1   | 0                | 1                | 0                | 58               | 3                | 3,10             | 86,4             | 0                | 0                | -                | -  | -                    | -                    | -                    | -                    | -                    | -                    | -                    |                      |                      |
| 2011-2012  | Jets de Winnipeg               | LNH        | 68  | 29               | 28               | 9                | 3 932            | 191              | 2,91             | 90,6             | 4                | 0                | -                | -  | -                    | -                    | -                    | -                    | -                    | -                    | -                    |                      |                      |
| 2012-2013  | Jets de Winnipeg               | LNH        | 44  | 21               | 20               | 3                | 2 553            | 119              | 2,80             | 90,5             | 0                | 2                | -                | -  | -                    | -                    | -                    | -                    | -                    | -                    | -                    |                      |                      |
| 2013-2014  | Jets de Winnipeg               | LNH        | 57  | 22               | 26               | 7                | 3 248            | 163              | 3,01             | 90,1             | 1                | 0                | -                | -  | -                    | -                    | -                    | -                    | -                    | -                    | -                    |                      |                      |
| 2014-2015  | Jets de Winnipeg               | LNH        | 50  | 22               | 16               | 8                | 2 838            | 108              | 2,28             | 92,0             | 5                | 2                | 4                | 0  | 4                    | 241                  | 15                   | 3,73                 | 89,1                 | 0                    | 0                    |                      |                      |
| 2015-2016  | Jets de Winnipeg               | LNH        | 33  | 13               | 13               | 4                | 1 900            | 88               | 2,78             | 90,4             | 1                | 0                | -                | -  | -                    | -                    | -                    | -                    | -                    | -                    | -                    |                      |                      |
| 2016-2017  | Jets de Winnipeg               | LNH        | 8   | 4                | 4                | 0                | 440              | 26               | 3,55             | 88,8             | 0                | 0                | -                | -  | -                    | -                    | -                    | -                    | -                    | -                    | -                    |                      |                      |
| 2016-2017  | Moose du Manitoba              | LAH        | 18  | 8                | 7                | 2                | 1 059            | 49               | 2,78             | 91,7             | 0                | 2                | -                | -  | -                    | -                    | -                    | -                    | -                    | -                    | -                    |                      |                      |
| 2017-2018  | Rangers de New York            | LNH        | 19  | 4                | 9                | 1                | 904              | 46               | 3,05             | 91               | 1                | 2                | -                | -  | -                    | -                    | -                    | -                    | -                    | -                    | -                    |                      |                      |
| Totaux LNH | Totaux LNH                     | Totaux LNH | 398 | 156              | 167              | 48               | 22 303           | 1 069            | 2,88             | 90,7             | 18               | 12               | 4                | 0  | 4                    | 241                  | 15                   | 3,73                 | 89,1                 | 0                    | 0                    |                      |                      |

### Statistiques en équipe nationale
| Année | Équipe   | Compétition                 |   | PJ | V | D | Pr/N | Min | BC   | Moy  | % Arr | Bl | Pun                |  | Résultat |
| 2005  | Tchéquie | Championnat du monde junior | 7 | -  | - | - |      |     | 2,05 | 93,2 | 1     |    | Quatrième place    |  |          |
| 2007  | Tchéquie | Championnat du monde junior | 5 | -  | - | - |      |     | 3,28 | 89,0 | 0     |    | Cinquième place    |  |          |
| 2010  | Tchéquie | Championnat du monde        | 1 | 0  | 1 | 0 |      |     | 3,05 | 80   | 0     |    | Médaille d'or      |  |          |
| 2011  | Tchéquie | Championnat du monde        | 8 | 7  | 1 | 0 |      |     | 1,88 | 93,9 | 2     |    | Médaille de bronze |  |          |
| 2013  | Tchéquie | Championnat du monde        | 5 | 3  | 2 | 0 |      |     | 1,42 | 93,8 | 0     |    | Septième place     |  |          |
| 2014  | Tchéquie | Jeux olympiques             | 4 | -  | - | - |      |     | 2,87 | 88,9 |       |    | Sixième place      |  |          |